# Перипсоциды
Перипсоциды (лат. Peripsocidae)  — семейство сеноедов из подотряда Psocomorpha.

## Описание
Усики 13-сегментные. Нижнегубной щупик двухсегментный. Крылья нормально развиты у обоих полов или укорочены у самки, без опушения. pt дистально расширена, RS и M передних крыльев срастаются на некотором протяжении, ячейка ap отсутствует. RS и M задних крыльев срастаются на некотором протяжении. Формула лапок имаго 2-2-2, коготки с зубцом, щетинковидной пульвиллой и базальной щетинкой. Девятый тергит брюшка самца с заднемедиальным выступом. Гипандрий самца простой, в виде створки; парамеры пениса сросшиеся, образуют симметричную рамку, эндофаллус с крупным симметричным склеритом или без него. Генитальная пластинка самки с одной или двумя лопастями. Яйцеклад образован тремя парами створок, дорсальные створки широкие, наружные — укороченные.

## Развитие
Самки откладывают яйца поодиночке или небольшими кучками, покрывают ректальными выделениями.

## Экология
Обитают на стволах и ветвях деревьев и кустарников.

## Систематика
В составе семейства:
- Bicuspidatus
- Campanulatus
- Coniperipsocus
- Cycloperipsocus
- Diplopsocus
- Kaestneriella
- Orbiperipsocus
- Pericupsocus
- Peripsocus
- Periterminalis
- Properipsocus
- Turriperipsocus